# 123 (číslo)
Sto dvacet tři je přirozené číslo, které následuje po čísle sto dvacet dva a předchází číslu sto dvacet čtyři. Římskými číslicemi se zapisuje CXXIII. Stotřiadvacátým dnem kalendářního roku je 3. květen (v přestupném roce 2. květen)

## Matematika
123 je:
- deficientní číslo
- nepříznivé číslo
- v desítkové soustavě nešťastné číslo
- Nejmenší trojciferné číslo složené ze tří různých nenulových číslic

## Chemie
- 123 je atomové číslo zatím (březen 2013) neobjeveného prvku unbitria; stabilní izotop s tímto neutronovým číslem nemá žádný prvek (nejstabilnějším izotonem je zde 205Pb s poločasem 17,3 milionů let[1]); a nukleonové číslo méně běžného z obou přírodních izotopů antimonu (tím běžnějším je 121Sb), a také druhého nejméně běžného přírodního izotopu telluru.[2]

## Roky
- 123
- 123 př. n. l.